# GLib
GLib (G Library) – niskopoziomowa, narzędziowa biblioteka funkcji dla programistów języka C, dostarczająca jednolite API.
GLib jest wykorzystywana przede wszystkim jako podstawa biblioteki GTK+ (której była częścią do wydania wersji 1.1.0) oraz graficznego środowiska GNOME.

## Cechy biblioteki
- funkcje obsługujące kolejność bajtów
- definicje podstawowych typów i ich limitów
- standardowe makra
- obsługa konwersji typów
- przydatne definicje liczbowe (np. matematyczne)
- implementacja wielowątkowości GThread
- asynchroniczne kolejki
- implementacja obiektowości GObject
- obsługa dynamicznie ładowanych modułów
- obsługa gniazd i plików (ogólnie operacji I/O)
- system logowania błędów i ostrzeżeń
- alokacja pamięci
- obsługa Unicode i UTF-8
- uruchamianie procesów potomnych przy użyciu fork()
- wbudowany generator liczb losowych
- kodowanie i dekodowanie danych w formacie Base64 (od wersji 2.12.x)
- obsługa wyrażeń regularnych (od wersji 2.14.x)

Struktury i typy danych
- jedno- i dwukierunkowe listy
- tablice asocjacyjne
- drzewa binarne